# Luís Barbalho Moniz Fiúza
Luís Barbalho Muniz Fiúza Barreto de Meneses, primeiro e único barão de Bom Jardim (Santo Amaro, 25 de agosto de 1813, Salvador 11 de setembro de 1866), foi um magistrado e político brasileiro.
Formado em direito pela Faculdade de Olinda, seguiu carreira pública como deputado provincial e geral pela Bahia e como presidente provincial por Pernambuco, nomeado por carta imperial de 14 de julho de 1859, de 15 de outubro de 1859 a 30 de abril de 1860.
Filho do comendador João Lopes Fiúza Barreto de Meneses Barbalho e de Teresa Eugênia de Meneses. Casou-se com sua prima Francisca de Assis Muniz Barreto.
Agraciado com o título de barão por decreto de 14 de março de 1860. Era oficial da Imperial Ordem da Rosa.